# Миргородский, Валентин Григорьевич
Валентин Григорьевич Миргородский (16 декабря 1929 — 26 сентября 2000) — советский футболист, защитник. Мастер спорта СССР.
Начинал играть в 1954 году в команде класса «Б» «Буревестник» Кишинёв. В следующем году стал победителем I зоны. В 1956—1960 годах за команду, переименованную в 1958 году в «Молдову», в чемпионате СССР провёл 88 игр. Тренер «Молдовы» в 1964 году.
Участник Спартакиады народов СССР 1956 года в составе сборной Молдавской ССР.
Старший тренер сборной Молдавской ССР на турнире «Переправа» 1979 года.
Скончался 26 сентября 2000 года. Похоронен на Сестрорецком кладбище Санкт-Петербурга.